# Tim Allen

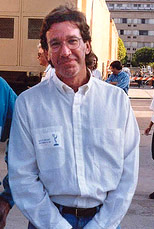
Tim Allen în 1993

Timothy Allen Dick (n. 13 iunie 1953, Denver, Colorado, SUA) este un actor american.

## Biografie
Tatăl său, agentul imobiliar Gerald Dick, moare într-un accident de mașină în timp ce se întorcea de la un meci al echipei University of Colorado, când Tim avea doar 11 ani. Mama sa, Martha Dick, se va recăsători după doi ani cu un pastor. Din cele două mariaje ale mamei sale, Tim are opt frați și surori. În tinerețe se mută cu familia în Birmingham, Michigan. A absolvit în 1975 Western Michigan University obținând diplomă de specialist în producții de televiziune.. Este arestat în 1978 pentru deținere de droguri și închis doi ani, până în 1980. După ce a fost eliberat își începe cariera actoricească la Comedy Castle în Detroit. A fost căsătorit cu Laura Diebel (aprilie 1984 - martie 2003) cu care are un copil, actuala lui soție fiind Jane Hajduk.

## Filmografie

### Filme
| An   | Film                                                 | Rol                                | Note                                                                 |
| ---- | ---------------------------------------------------- | ---------------------------------- | -------------------------------------------------------------------- |
| 1988 | Comedy's Dirtiest Dozen                              | în rolul său                       |                                                                      |
| 1989 | Rodney Dangerfield: Opening Night at Rodney's Place  | în rolul său                       |                                                                      |
| 1989 | Tropical Snow                                        | Baggage Handler                    |                                                                      |
| 1994 | The Santa Clause                                     | Scott Calvin/Moș Crăciun           |                                                                      |
| 1995 | Toy Story                                            | Buzz Lightyear                     | voce                                                                 |
| 1997 | Meet Wally Sparks                                    | în rolul său                       | cameo                                                                |
| 1997 | Jungle 2 Jungle                                      | Michael Cromwell                   |                                                                      |
| 1997 | For Richer or Poorer                                 | Brad Sexton                        |                                                                      |
| 1999 | Toy Story 2                                          | Buzz Lightyear                     | voce                                                                 |
| 1999 | Bătălia galactică                                    | Jason Nesmith                      |                                                                      |
| 2000 | Buzz Lightyear of Star Command: The Adventure Begins | Buzz Lightyear                     | voce                                                                 |
| 2001 | Who Is Cletis Tout?                                  | Critical Jim                       |                                                                      |
| 2001 | Joe Somebody                                         | Joe Scheffer                       |                                                                      |
| 2002 | Big Trouble                                          | Eliot Arnold                       |                                                                      |
| 2002 | The Santa Clause 2                                   | Moș Crăciun/Scott Calvin/Toy Santa |                                                                      |
| 2003 | Top Speed                                            | în rolul său                       | narator                                                              |
| 2004 | Christmas with the Kranks                            | Luther Krank                       |                                                                      |
| 2006 | Cars                                                 | Buzz Lightyear Car                 | voce/cameo                                                           |
| 2006 | The Shaggy Dog                                       | Dave Douglas                       | Nominated - Razzie Award for Worst Actor                             |
| 2006 | Zoom                                                 | Jack Shepard/Captain Zoom          | Nominated - Razzie Award for Worst Actor                             |
| 2006 | The Santa Clause 3: The Escape Clause                | Santa Claus/Scott Calvin           | Nominated - Razzie Award for Worst Actor                             |
| 2006 | The Santa Clause 3: The Escape Clause                | Santa Claus/Scott Calvin           | Nominated - Razzie Award for Worst Screen Couple (with Martin Short) |
| 2007 | Wild Hogs                                            | Doug Madsen                        |                                                                      |
| 2007 | Fired!                                               | în rolul său                       | documentar                                                           |
| 2008 | Redbelt                                              | Chet Frank                         |                                                                      |
| 2009 | The Six Wives of Henry Lefay                         | Henry Lefay                        |                                                                      |
| 2010 | I Am Comic                                           | în rolul său                       |                                                                      |
| 2010 | Crazy on the Outside                                 | Tommy Zelda                        | Și regizor                                                           |
| 2010 | Toy Story 3                                          | Buzz Lightyear                     | voce                                                                 |
| 2011 | Hawaiian Vacation                                    | Buzz Lightyear                     | voce                                                                 |
| DVD  | Adventures in Time                                   | Freddie                            | voice                                                                |
| 2012 | Geezers!                                             | Tim                                |                                                                      |

### Televiziune
- Comedy's Dirtiest Dozen (1988)
- Tim Allen: Men Are Pigs (1990)
- Home Improvement (1991–1999)
- Tim Allen Rewires America (1991)
- The Drew Carey Show (1995)
- These Guys (2003) (narator)
- Jimmy Neutron: Win, Lose, and Kaboom (2004) (voce)
- Last Man Standing (2011)

## Cărți publicate
- Don't Stand Too Close to a Naked Man, 1994
- I'M NOT REALLY HERE